# Carex laxiflora
Carex laxiflora är en halvgräsart som beskrevs av Jean-Baptiste de Lamarck. Carex laxiflora ingår i släktet starrar, och familjen halvgräs.

## Underarter
Arten delas in i följande underarter:
- C. l. gracillima
- C. l. laxiflora